# Tetsuo Amano
Pour les articles homonymes, voir Amano.
Tetsuo Amano (天野 哲夫, Amano Tetsuo, 19 mars 1926 – 30 novembre 2008) est un écrivain japonais. Outre son œuvre, il est connu pour avoir déclaré être Shōzō Numa (沼正三, Numa Shōzō), le mystérieux auteur de Yapou, bétail humain (家畜人ヤプー, kachiku-jin yapū).

## Biographie
Originaire de Fukuoka, Amano Tetsuo est lecteur correcteur aux éditions Shinshiosha (新潮社). Il est l’auteur de plusieurs romans et essais, non traduits en français et publiés sous son nom. D'autre part, il a longtemps été considéré comme le représentant littéraire de Numa Shōzō. Mais en 1982, il affirme être l’un des auteurs de Yapou, bétail humain qui  a obtenu le Prix Sade en 2006. 
Il apparaît aujourd'hui établi qu’il est effectivement l’auteur de la deuxième partie de ce roman, ainsi que de Mazohisuto M no igon (le testament du masochiste M). Ainsi, la bibliothèque nationale japonaise considère Numa Shōzō et Amano Tetsuo comme une seule et même personne[réf. nécessaire]. 
Amano Tetsuo est l’auteur de plusieurs romans et essais parus sous son nom mais non traduits en français.
Amano Tetsuo est mort à Tōkyō le 30 novembre 2008, à l’âge de 82 ans.